# 维克多·雨果站
维克多·雨果站（法語：Victor Hugo），法国巴黎地铁2号线的一个车站，位于巴黎十六区，於1900年12月12日启用。车站以车站附近的雨果大街命名。

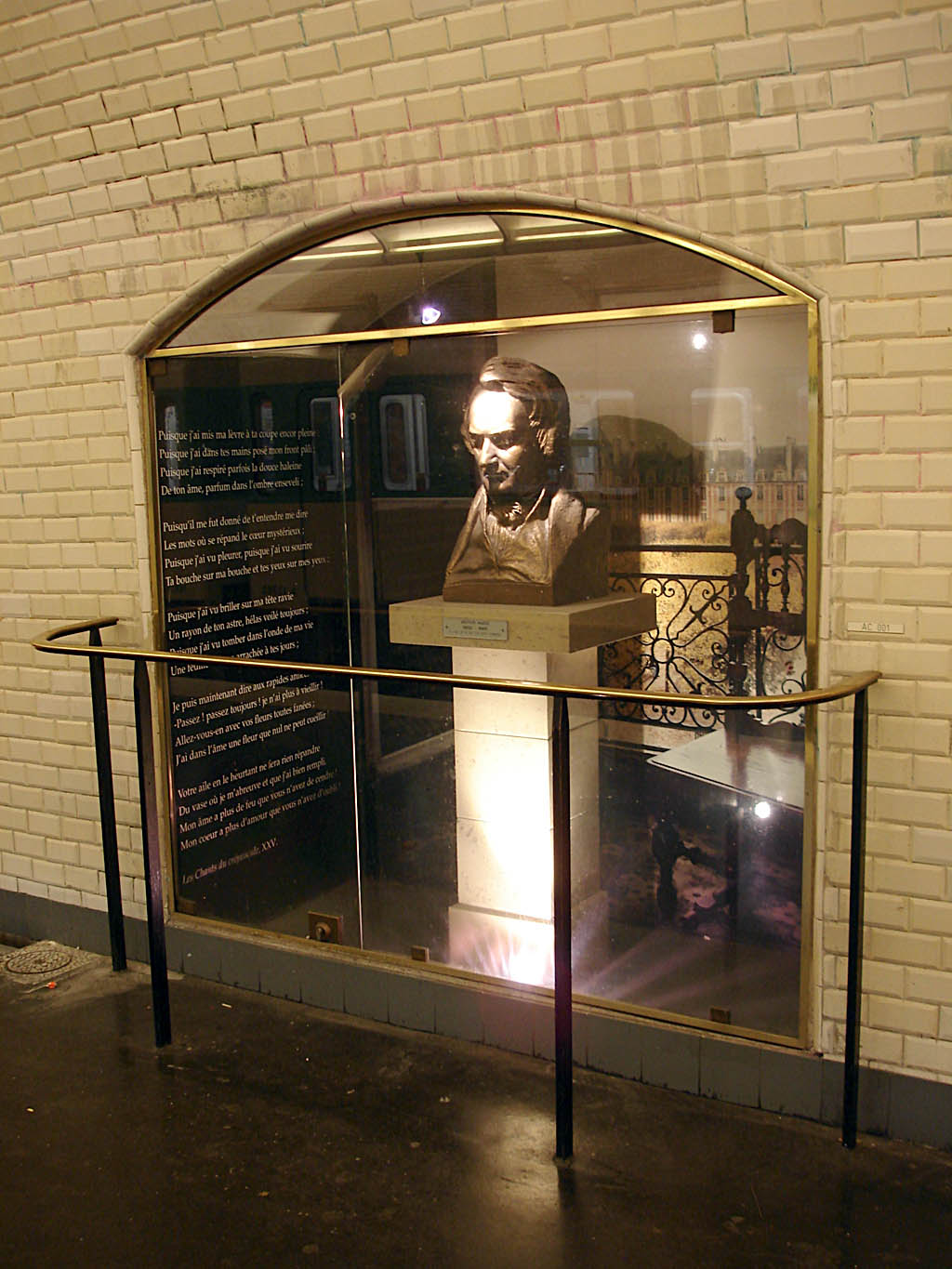
车站里面的维克多·雨果雕像

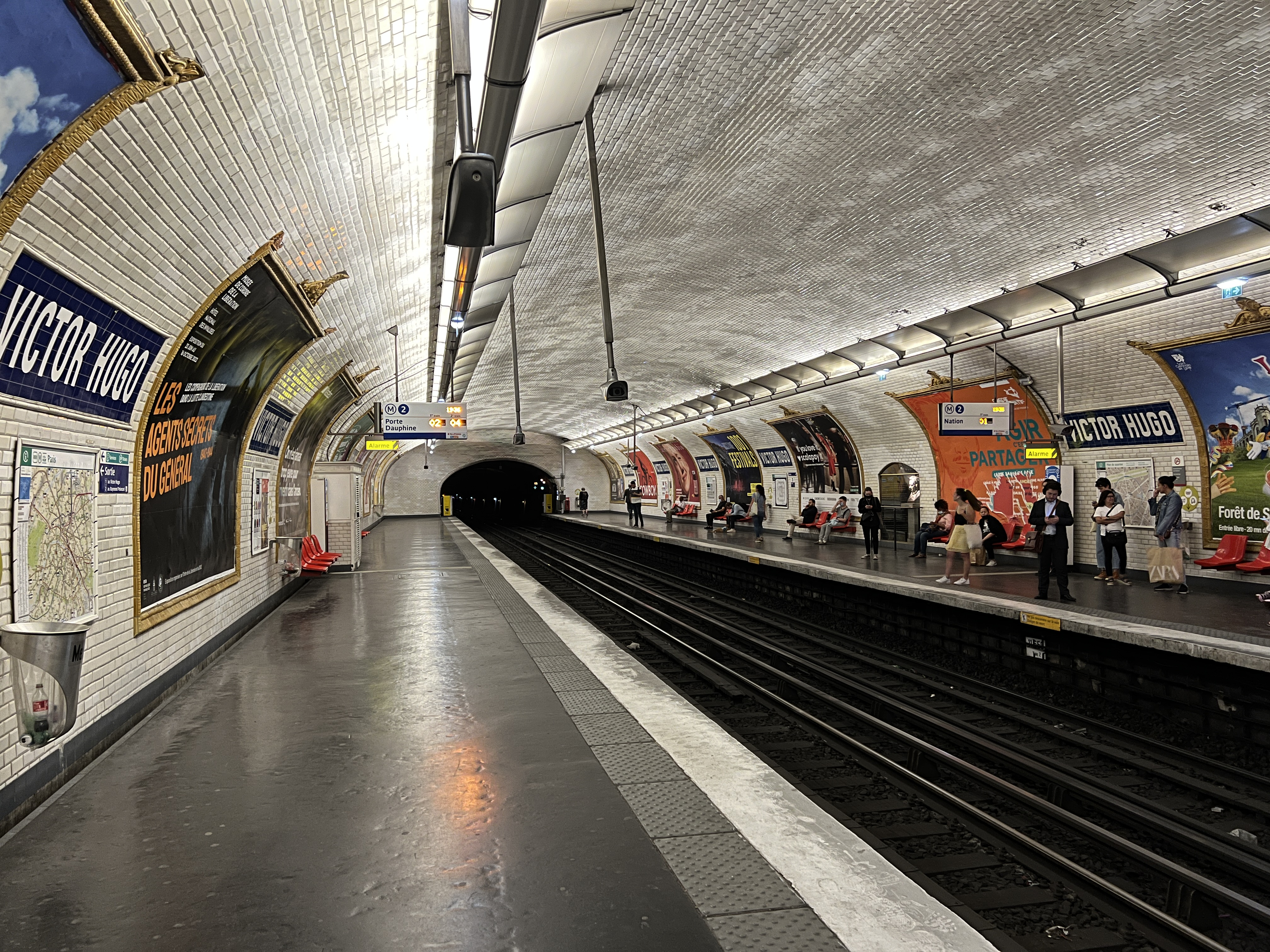
月台 (2022年6月)

## 車站結構
| G |                    | 街道                           |
| M |                    | 月台連結夾層                   |
| P | 側式月台，右側開門 | 側式月台，右側開門             |
| P | 1號月台            | 往王妃門 （總站）              |
| P | 2號月台            | 往民族廣場（夏爾·戴高樂-星形） |
| P | 側式月台，右側開門 |                                |